# Аренс, Габи
Габи Диана Аренс (англ. Gaby Diana Ahrens; род. 15 марта 1981, Виндхук) — стрелок, выступающая в дисциплине трап и представляющая Намибию, участница двух Олимпиад. 

## Биография
Заниматься стрельбой начала в 2003 году, а в 2006 году начала выступать на международных соревнованиях. Уже в 2007 году она завоевала серебро на первенстве Африки и квалифицировалась на Олимпийские игры в Пекине. Там она выступала в трапе и с результатом 53 очка заняла последнее, двадцатое место.
В 2010 году завоевала бронзу на Играх Содружества в Дели, а через год в Каире стала чемпионкой Африки в трапе. На второй в карьере Олимпиаде Аренс была знаменосцем сборной Намибии на церемонии открытия. Как и на предыдущих играх Аренс показала в соревнованиях худший результат, разбив 59 тарелочек и заняв 22-е место.